# Jason Richardson (atleta)
Jason Richardson (Houston, Texas, 4 de abril de 1986) es un atleta estadounidense especializado en la prueba de los 110 metros vallas. Su mejor marca personal es de 12.98 segundos, conseguido en junio de 2012. Es entrenado por John Smith, que entrenó a Carmelita Jeter y anteriormente a Maurice Greene. Mide 1.90 metros y pesa 73 kilogramos.
Se convirtió en profesional en 2009 y su mejor marca el primer año fue de 13.29 segundos en los 110 metros vallas. En 2010 compitió en la Diamond League, pero quedó en último lugar en la prueba. Un año después finalizó tercero en los campeonatos de Estados Unidos, por detrás de David Oliver y Aries Merritt.
En ese mismo año, el 2011, se proclamó campeón de los 110 metros vallas tras la descalificación de Dayron Robles, que obstaculizó a Liu Xiang.